# Conservatorio Profesional de Danza Fortea de Madrid
El Conservatorio Profesional de Danza Fortea es una escuela pública dependiente de la Consejería de Educación de la Comunidad de Madrid (España). En él se imparten enseñanzas de régimen especial en la especialidad de danza. Cuenta con una gran tradición, desde que en 1942 lo fundara Pedro Urrestarazu Artola, músico de reconocido prestigio, en la calle céntrica de Arenal de Madrid, si bien actualmente se encuentra en el Paseo del Comandante Fortea número 42.